# Комърво
Комърво (на руски: Комрво) е обезлюдено село в Ногликски градски окръг, Сахалинска област, Русия.
Селото е разположено на брега на Охотско море. Намира се на 82 километра от районния център Ноглики. Попада в зона на влажен умереноконтинентален климат, със студена зима и топло лято.
През 2002 година населението на селото наброява 8 души, но към 2010 година то вече е спаднало на 0 души.

## Население
| 2002 | 2010 |
| ---- | ---- |
| 8    | 0    |